# هوف (دائرة انتخابية في المملكة المتحدة)
هوف (بالإنجليزية: Hove)‏ هي إحدى الدوائر الانتخابية في المملكة المتحدة الممثلة في مجلس العموم في برلمان المملكة المتحدة.
عضو البرلمان الذي يمثلها حالياً هو :Ms Celia Barlow (Lab).